# Liste der Monuments historiques in Barbirey-sur-Ouche
Die Liste der Monuments historiques in Barbirey-sur-Ouche führt die Monuments historiques in der französischen Gemeinde Barbirey-sur-Ouche auf.

## Liste der Immobilien
| Bezeichnung                   | Beschreibung                                                                                   | Standort              | Kennzeichnung | Schutzstatus | Datum | Bild           |
| ----------------------------- | ---------------------------------------------------------------------------------------------- | --------------------- | ------------- | ------------ | ----- | -------------- |
| Château de Barbirey-sur-Ouche | Schloss, ab dem 17. Jahrhundert; einschließlich Wirtschaftsgebäuden, Park und Umfassungsmauern | Rue du Château (Lage) | PA21000032    | Classé       | 2005  | weitere Bilder |

## Liste der Objekte
| Bezeichnung               | Beschreibung                                                 | Standort                       | Kennzeichnung | Schutzstatus | Datum | Bild |
| ------------------------- | ------------------------------------------------------------ | ------------------------------ | ------------- | ------------ | ----- | ---- |
| Skulptur Madonna mit Kind | Kalkstein, farbig gefasst, erste Hälfte des 16. Jahrhunderts | in der Kirche St-Martin (Lage) | PM21000163    | Classé       | 1916  |      |
| Glocke (1)                | Bronze, 1521 gegossen                                        | in der Kirche St-Martin (Lage) | PM21000164    | Classé       | 1943  |      |
| Glocke (2)                | Bronze, 1515 gegossen                                        | Jaugey, im Waschhaus (Lage)    | PM21000165    | Classé       | 1943  |      |